# Автобусний бойкот у Монтгомері
Бойкот автобусів у Монтгомері був політичною та соціальною кампанією протесту проти політики расової сегрегації в системі громадського транспорту Монтгомері, штат Алабама. Це була основоположна подія в русі за громадянські права в Сполучених Штатах. Кампанія тривала з 5 грудня 1955 року — після того, як афроамериканку Розу Паркс заарештували за її відмову поступитися місцем білій людині — до 20 грудня 1956 року, коли федеральне рішення у справі Браудер проти Гейл набуло чинності та призвело до рішення Верховного суду Сполучених Штатів, який оголосив закони Алабами та Монтгомері про окремі автобуси неконституційними.

## Передумови
До бойкоту закони Джима Кроу передбачали расову сегрегацію автобусної лінії Монтгомері. В результаті такої сегрегації афроамериканців не наймали водіями, вони були змушені їздити в задній частині автобуса, і їм часто наказували поступитися своїми місцями білим людям, хоча чорні пасажири становили 75 % від загальної кількості пасажирів. Багато водіїв автобусів погано поводилися зі своїми темношкірими пасажирами, що було поза законом: на афроамериканців нападали, обраховували їх і залишали на мілині після того, як ті платили за проїзд.
За рік до початку бойкоту автобусів Верховний суд одноголосно ухвалив рішення у справі Brown проти Управління освіти, про те що вважає расову сегрегацію в школах неконституційною. Реакція білого населення Глибокого Півдня була «галасливою та впертою». Завдяки цьому рішенню багато білих водіїв автобусів приєдналися до Ради білих громадян.
Хоча його часто називають початком руху за громадянські права, бойкот відбувся в кінці боротьби багатьох темношкірих громад на Півдні за захист чорношкірих жінок, таких як Ресі Тейлор, від расового насильства. Бойкот також відбувся в рамках більшого державного та національного руху за громадянські права, включаючи судові справи, такі як Морган проти Вірджинії, попередній бойкот автобусів Батон-Руж та арешт Клодет Колвін за відмову поступитися місцем в автобусі Монтгомері.

### Попередні бойкоти транспорту та автобусів у Сполучених Штатах
У 1841 році Фредерік Дуглас і його друг Джеймс Н. Баффум увійшли у вагон поїзда, призначений для білих пасажирів у Лінні, штат Массачусетс, коли провідник наказав їм залишити вагон, вони відмовилися. Після акції масова організація привела до того, що конгрес ухвалив Закон про громадянські права 1875 року, який надає рівні права темношкірим громадянам у громадських місцях. У 1883 році Верховний суд скасував цю перемогу, визнавши її неконституційною.

### Зґвалтування Ресі Тейлор
3 вересня 1944 року чорношкіра Ресі Тейлор була зґвалтована шістьма білими чоловіками в Аббевілі, штат Алабама. :xv–xviiПісля розслідування її справи Роза Паркс  — разом з Е. Д. Ніксоном, Руфусом А. Льюїсом, Е. Г. Джексоном організували захист Тейлор в Монтгомері. Вони мобілізували загальнонаціональну підтримку профспілок, афроамериканських організацій і жіночих груп, щоб сформувати Алабамський комітет за рівне правосуддя для місіс Ресі Тейлор. :15 Хоча їм не вдалося домогтися справедливості в суді для Тейлор, мобілізація чорношкірої громади в Алабамі створила соціальні та політичні мережі, які сприяли успіху бойкоту автобуса в Монтгомері через десять років. :46–47

### Морган протиВірджинії
Національна асоціація сприяння розвитку кольорового населення (NAACP) прийняла та розглядала інші справи, включно з справою Ірен Морган у 1946 році, яка призвела до перемоги у Верховному суді на тій підставі, що окремі міжштатні автобусні лінії порушували статтю про торгівлю. Однак ця перемога скасувала закони штату про сегрегацію лише в тій мірі, в якій вони стосувалися подорожей у міжштатній торгівлі, наприклад міжштатних автобусних подорожей, і південні автобусні компанії негайно обійшли рішення Морган, запровадивши власні правила Джима Кроу. Подальші інциденти продовжували відбуватися в Монтгомері, включно з арештом Ліллі Мей Бредфорд за хуліганство в травні 1951 року за те, що вона нібито відмовлялася залишити секцію для білих пасажирів, доки водій автобуса не виправив неправильну плату в її трансферному квитку.

### Бойкот автобусів Батон-Руж
25 лютого 1953 року міська парафіяльна рада Батон-Руж, штат Луїзіана, прийняла постанову 222 після того, як у місті протестували афроамериканці, через те, що рада підняла тарифи на проїзд у міському автобусі. Постанова скасувала вимоги щодо зарезервованих місць на основі раси та дозволила допускати афроамериканців у передні секції міських автобусів, якщо там не було білих пасажирів, але все ще вимагало, щоб афроамериканці заходили ззаду, а не спереду автобусів. Однак водії міських автобусів здебільшого не виконували цю постанову. Пізніше водії оголосили страйк після того, як міська влада відмовилася заарештувати преподобного Т. Дж. Джемісона за те, що він сидів у першому ряду. Через чотири дні після початку страйку генеральний прокурор Луїзіани та колишній мер Батон-Руж Фред С. Леблан оголосили постанову неконституційною відповідно до законодавства штату Луїзіана. Це спонукало преп. Джемісона організувати, на думку істориків, перший автобусний бойкот руху за громадянські права. Бойкот закінчився через вісім днів, коли було досягнуто домовленості про збереження лише перших двох передніх і задніх рядів, як расово заревованих місць.

### Арешт Клодет Колвін
Чорношкірі активісти почали справу, щоб оскаржити закони про сегрегацію в автобусах штату, пов'язані з арештом 15-річної Клодетт Колвін, учениці середньої школи Букера Т. Вашингтона в Монтгомері. 2 березня 1955 року Колвін була закута в наручники, заарештована та силоміць виведена з громадського автобуса, коли вона відмовилася поступитися місцем білому чоловікові. У той час Колвін була активним членом Молодіжної ради NAACP, де Роза Паркс була радником. Справа Колвін стала основою справи Браудер проти Гейла, який припинив бойкот автобусів у Монтгомері, коли Верховний суд виніс рішення щодо нього в грудні 1956 року.

### Вбивство Еммета Тіла; суд і виправдання обвинувачених
У серпні 1955 року, за чотири місяці до того, як Паркс відмовився поступитися місцем в автобусі, що призвело до бойкоту автобуса в Монтгомері, 14-річний афроамериканець із Чикаго на ім'я Еммет Тіл був убитий двома білими чоловіками, Джоном У. Міламом і Рой Браянт. Фотографія його жорстоко побитого тіла під час похорону у відкритій труні, яку запропонувала його мати, була широко розголошена, зокрема тижневою газетою Jet, яка поширювалася серед більшості темношкірих громад на Півночі. Наступного місяця його звинувачених убивць виправдали. Цей вирок викликав масове обурення як усередині країни, так і за кордоном. В інтерв'ю від 24 січня 1956 року, опублікованому в журналі Look, двоє чоловіків зізналися у вбивстві Тілла.

### Кіз протиCarolina Coach Co.
У листопаді 1955 року, за три тижні до того, як Паркс порушила закони Джима Кроу в Монтгомері, Міждержавна торгова комісія (ICC) у відповідь на скаргу, подану рядовою Жіночого армійського корпусу Сарою Кіз, закрила юридичну лазівку, залишену рішенням у справі Морган. Ця справа відома як Кіз проти Carolina Coach Co. ICC заборонив окремим перевізникам нав'язувати свої власні правила сегрегації мандрівникам між штатами, заявивши, що це є порушенням антидискримінаційного положення Закону про торгівлю між штатами. Однак, ані рішення Верховного Суду щодо Морган, ані рішення МКС у справі Кіз не торкалися питання подорожей Джима Кроу в межах окремих штатів.

## Історія
Відповідно до системи сегрегації, яка використовувалася в автобусах Монтгомері, десять передніх місць завжди були зарезервовані для білих людей. Передбачалося, що десять задніх сидінь завжди зарезервовані для темношкірих людей. Середня частина автобуса складалася з шістнадцяти незарезервованих місць для білих і темношкірих людей на сегрегованій основі. Білі люди заповнюють середні сидіння спереду назад, а чорні люди — ззаду вперед, поки автобус не заповниться. Якщо інші темношкірі люди заходили в автобус, вони повинні були стояти. Якщо інша біла особа сідає в автобус, то всі в чорному ряду, найближчому попереду, повинні встати і стояти, щоб звільнити новий ряд для білих людей. Білим і чорним людям було заборонено сидіти поруч. Коли Роза Паркс відмовилася поступитися місцем білій людині, вона сиділа в першому ряду середньої секції.
Часто, сідаючи в автобуси, темношкірі люди повинні були розплачуватися спереду, виходити та знову заходити в автобус через окремі двері ззаду. Іноді водії автобусів від'їжджали до того, як чорношкірі пасажири встигали сісти. National City Lines належала Montgomery Bus Line під час бойкоту автобусів в Монтгомері. Під керівництвом Вальтера Рейтера Об'єднані автомобільні працівники пожертвували майже 5000 доларів США (еквивалентно $51,000 в 2021) до оргкомітету бойкоту.

### Роза Паркс

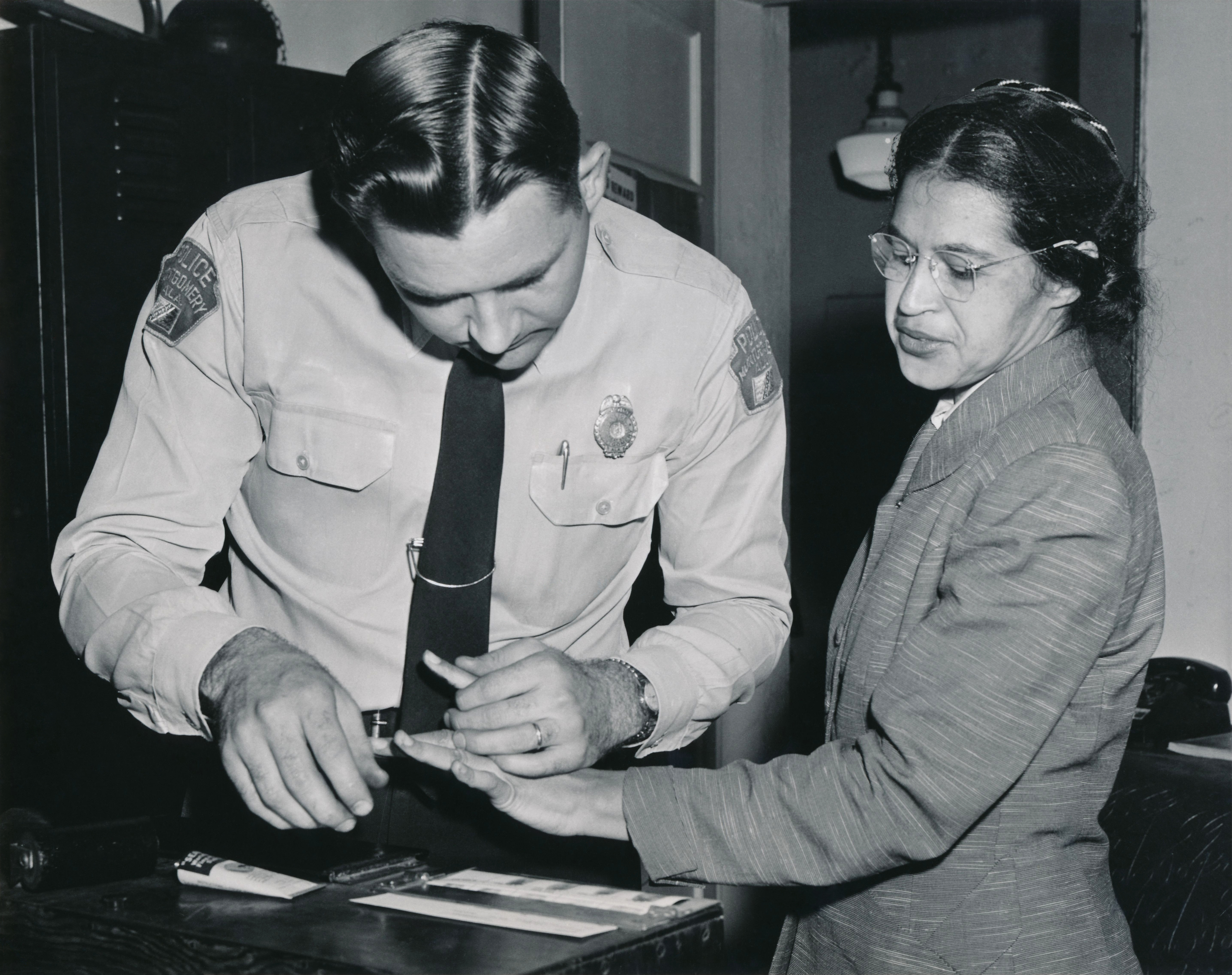
Роза Паркс знімає відбитки пальців заступником шерифа Д. Х. Лекі після її арешту за бойкот громадського транспорту

Роза Паркс (4 лютого 1913 — 24 жовтня 2005) — швачка за професією, вона також була секретарем відділення NAACP в Монтгомері. За дванадцять років до її історичного арешту водій Джеймс Ф. Блейк не дозволив Паркс сісти в міський автобус. Він наказав їй сісти через задні двері, а потім поїхав без неї. Паркс поклялася більше ніколи не їздити на автобусі, яким керував Блейк. Будучи членом NAACP, Паркс була слідчою, призначеною у справах про сексуальне насильство. У 1945 році її відправили в Аббевіль, штат Алабама, для розслідування групового зґвалтування Ресі Тейлор. Протест, що виник навколо справи Тейлор, був першим випадком загальнонаціонального протесту за громадянські права, і він заклав основу для бойкоту автобусів у Монтгомері.

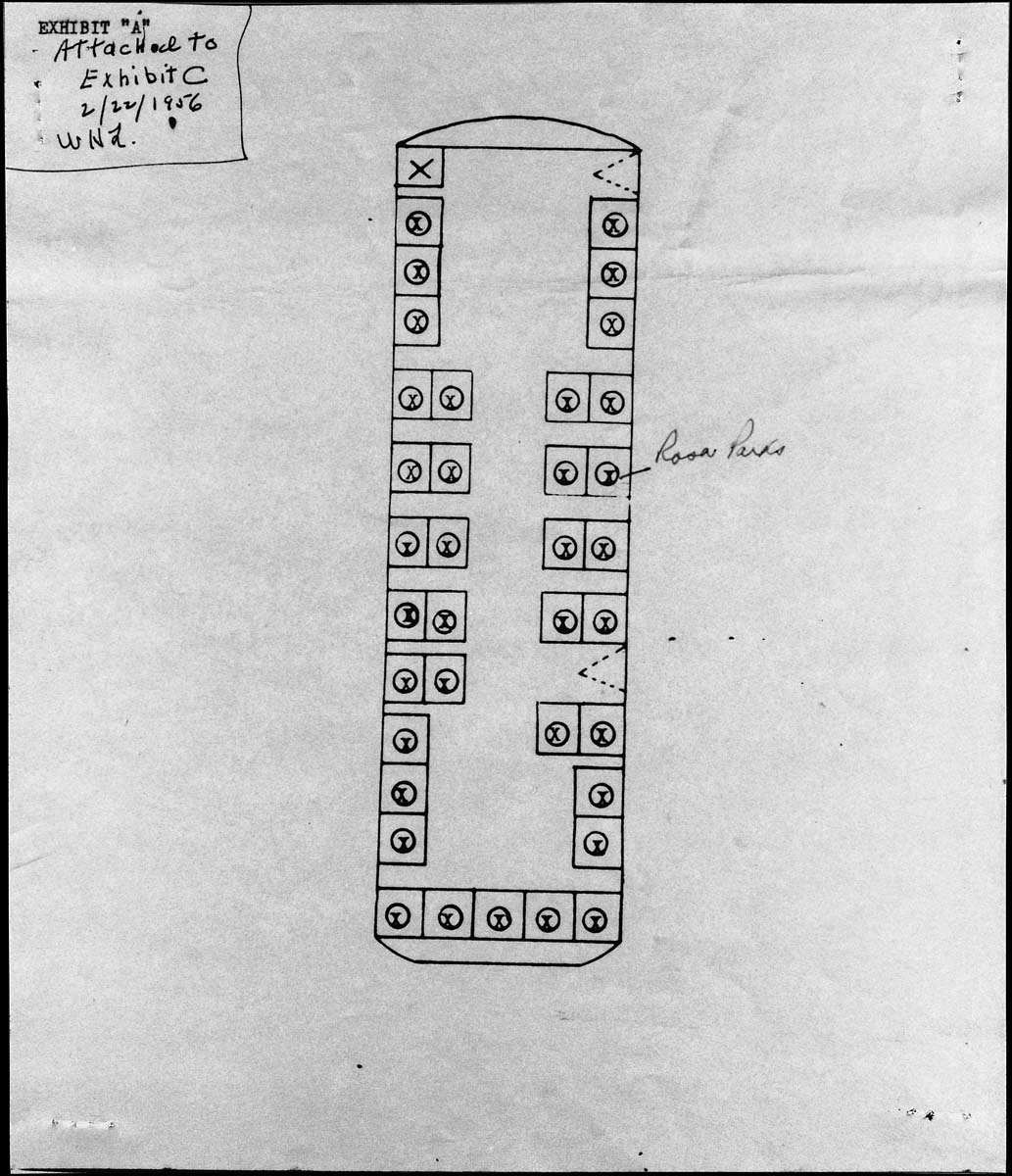
Діаграма, на якій показано, де Роза Паркс сиділа в незарезервованій секції під час її арешту

У 1955 році Паркс закінчила курс «Расові відносини» в Highlander Folk School в Теннессі, де ненасильницька громадянська непокора обговорювалася як тактика. 1 грудня 1955 року Паркс сиділа у першому ряду, в якому могли сидіти темношкірі (у середній частині). Коли в автобус зайшов білий чоловік, водій автобуса сказав усім з її ряду відійти назад. У цей момент Паркс зрозуміла, що вона знову в автобусі, яким керував Блейк. У той час як усі інші темношкірі люди з її ряду підкорилися, Паркс відмовилася, і її заарештували за невиконання наказу водія, оскільки міські розпорядження прямо не вимагали сегрегації, але дозволяли водієві автобуса призначати місця. Визнана винною 5 грудня Паркс була оштрафована на 10 доларів плюс судові витрати в розмірі 4 доларів (загальна сума еквивалентна$142 в 2021), і вона подала апеляцію. Цей рух також викликав заворушення, що призвели до «Цукорниці» 1956 року.

### Е.Д.Ніксон
Деякий час до арешту Паркс велися деякі дії проти сегрегації під керівництвом Е. Д. Ніксона, президента місцевого відділення NAACP і члена Братства вантажників спальних вагонів. Ніксон мав на меті, щоб її арешт став перевіркою, щоб дозволити чорношкірим жителям Монтгомері кинути виклик сегрегації в міських автобусах. З цією метою лідери громади чекали на потрібну особу для арешту. Особу, арешт якої, спонукав би темношкіру спільноту до дії. Особу, яка погодилася перевірити закони про сегрегацію в суді, і яка, що найважливіше, була «бездоганною». Коли Колвіна заарештували в березні 1955 року, Ніксон думав, що знайшов ідеальну людину, але вона виявилася вагітною. Пізніше Ніксон пояснив: «Я мав бути впевнений, що у мене є хтось, з ким я можу перемогти». Паркс була хорошим кандидатом через її роботу та сімейний стан, а також її хорошу репутацію в суспільстві.
Між арештом Паркс та судом Ніксон організував зустріч місцевих служителів у церкві Мартіна Лютера Кінга. Хоча Ніксон не зміг бути присутнім на зустрічі через свій робочий графік, він домовився, що вибори лідера для запропонованого бойкоту не відбудуться до його повернення. Коли він повернувся, він разом з Ральфом Абернаті та преподобним. Е. Н. Френчем закликав назвати асоціацію, яка очолить бойкот у місті (вони обрали " Асоціацію покращення Монтгомері ", «MIA»), і вони обрали Кінга (вибір Ніксона), щоб очолити бойкот. Ніксон хотів, щоб Кінг очолив бойкот, тому що молодий священик був новим для Монтгомері, а і не було часу, щоб його залякати. На наступній більш масштабній зустрічі міністрів програма Ніксона опинилася під загрозою через небажання священнослужителів підтримати кампанію. Ніксон був обурений, вказуючи на те, що їхні бідні конгрегації працювали над тим, щоб вкладати гроші, щоб ці служителі могли добре жити, і коли цим конгрегаціям було потрібно, щоб духовенство заступилося за них, ці священики відмовилися це зробити. Ніксон погрожував відкрити боягузтво міністрів темношкірим громадам, і Кінг висловився, заперечуючи, що боїться підтримувати бойкот. Кінг погодився очолити MIA, а Ніксона обрали його скарбником.

### Бойкот

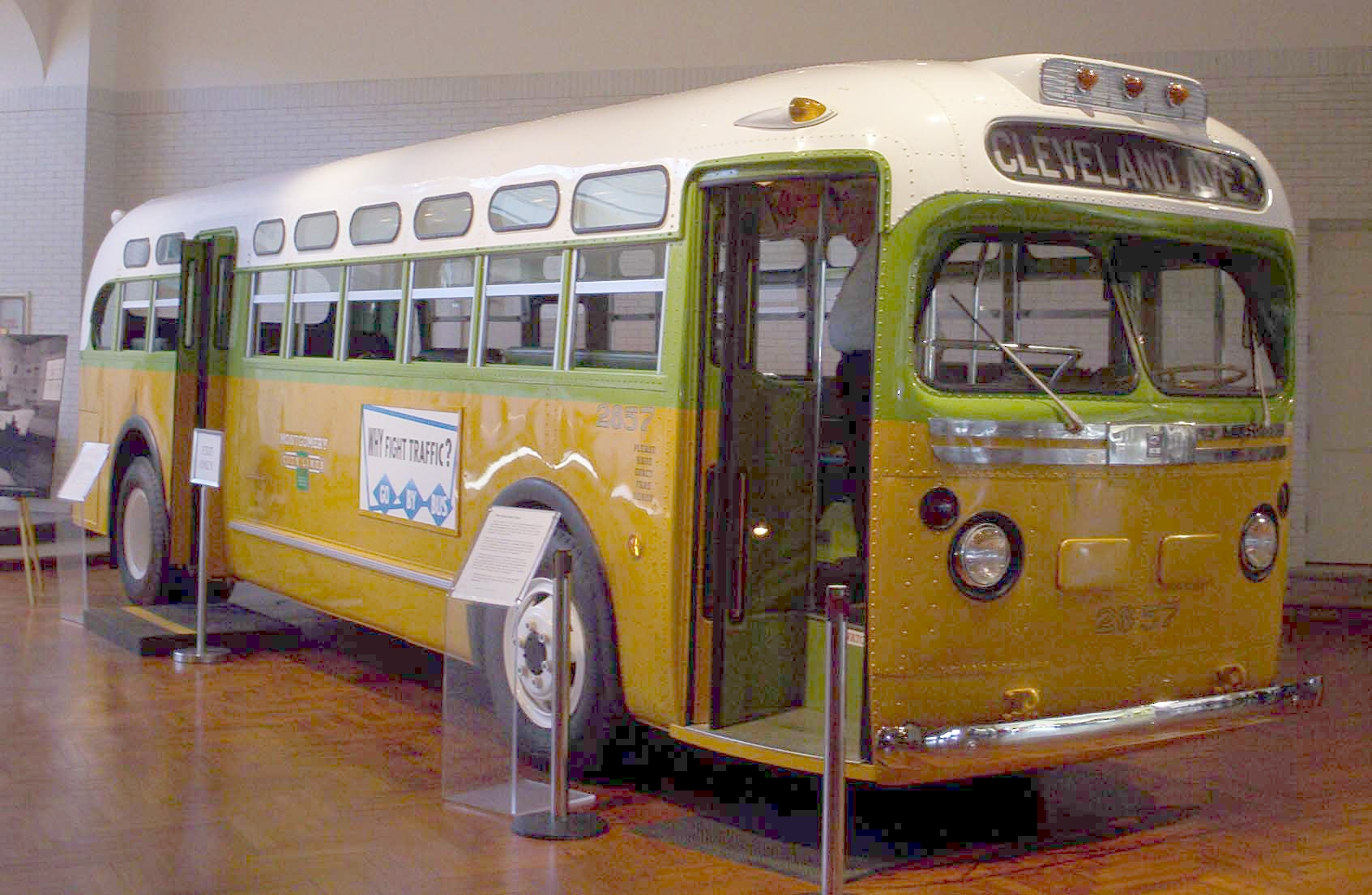
Автобус National City Lines № 2857, на якому їздила Роза Паркс до того, як її заарештували (автобус GM, серійний номер 1132), зараз експонується в музеї Генрі Форда.

У ніч арешту Паркс Жіноча політична рада, очолювана Джо Енн Робінсон, надрукувала та розповсюдила листівку серед темношкірих громад Монтгомері, яка звучала так:
Ще одну жінку заарештували та кинули у в'язницю за те, що вона відмовилася встати зі свого місця в автобусі, щоб біла людина сіла. Це другий випадок після справи Клодетт Колвін, коли негритянка була заарештована за те саме. Це треба припинити. Негри теж мають права, бо якби негри не їздили в автобусах, вони не могли б працювати. Три чверті вершників — негри, але нас заарештовують або ми змушені стояти над вільними місцями. Якщо ми нічого не зробимо, щоб зупинити ці арешти, вони триватимуть. Наступного разу це можете бути ви, або ваша донька, або мати. Справа цієї жінки буде розглянута в понеділок. Тому ми просимо кожного негра не ходити в автобуси в понеділок на знак протесту проти арешту та суду. Не їдьте в понеділок на автобусі на роботу, у місто, до школи чи кудись. Ви можете дозволити собі не відвідувати школу на один день, якщо у вас немає іншого шляху, крім автобуса. Ви також можете дозволити собі залишитися за містом на один день. Якщо ви працюєте, сідайте на таксі або йдіть пішки. Але, будь ласка, діти і дорослі, в понеділок взагалі не їздіть автобусом. Будь ласка, не їздіть на всіх автобусах у понеділок.
Наступного ранку відбулася зустріч під керівництвом нового голови Асоціації вдосконалення Монтгомері (MIA), Кінга, де група з 16 до 18 людей зібралася в церкві гори Сіон, щоб обговорити стратегії бойкоту. Тоді Розу Паркс представили, але не попросили виступити, незважаючи на овації та заклики натовпу, щоб вона виступила; вона запитала когось, чи варто їй щось сказати, але вони відповіли: «Навіщо, ви сказали достатньо». Було запропоновано загальноміський бойкот громадського транспорту з трьома вимогами: 1) ввічливе ставлення автобусних операторів, 2) пасажири розміщуються в порядку черги, причому чорні люди сидять у задній половині, а білі — у передній половині, і 3) чорні люди будуть працювати автобусними водіями на маршрутах, якими переважно користуються чорні люди.
Ця вимога була компромісом для лідерів бойкоту, які вважали, що місто Монтгомері швидше прийме її, ніж вимогу повної інтеграції автобусів. У цьому відношенні керівники MIA наслідували кампанії бойкоту 1950-х років на Глибокому Півдні та успішний бойкот станцій технічного обслуговування в Міссісіпі за відмову надавати туалети для темношкірих людей, що був кількома роками раніше. Організатор цієї кампанії, Т. Р. М. Ховард з Регіональної ради лідерів негрів, говорив про самосуд над Емметом Тіллом, як гостем Кінга в баптистській церкві на Декстер-авеню, лише за чотири дні до арешту Паркс. Паркс була в аудиторії, а пізніше сказала, що Еммет Тілль думав про неї, коли вона відмовилася поступитися своїм місцем.
Вимога MIA щодо фіксованої роздільної смуги мала бути доповнена вимогою, щоб усі пасажири автобуса отримували ввічливе ставлення з боку водіїв автобусів, розсаджувалися в порядку черги та щоб водіями автобусів працювали чорношкірі люди. Пропозиція була прийнята, і бойкот мав розпочатися наступного понеділка. Наступної неділі в церквах темношкірих по всьому Монтгомері було опубліковано рекламу про майбутній бойкот.
У суботу, 3 грудня, було очевидно, що чорне співтовариство підтримає бойкот, і дуже мало темношкірих людей їздили автобусами того дня. 5 грудня в баптистській церкві Холт-стріт відбувся масова зустріч, щоб визначити, чи продовжуватиметься протест. Попередивши за двадцять хвилин, Кінг виголосив промову, в якій попросив бойкотувати автобуси, і присутні з ентузіазмом погодилися. Починаючи з 7 грудня, ФБР Дж. Едгара Гувера відзначало «агітацію серед негрів» і намагалося знайти «принизливу інформацію» про Кінга.
Бойкот виявився надзвичайно ефективним, оскільки система міського транспорту втратила достатньо пасажирів, що спричинило серйозну економічну кризу. Пізніше Мартін Лютер Кінг писав: «Сталося диво». Замість того, щоб їздити автобусами, учасники бойкоту організували систему спільного використання автомобілів, коли власники автомобілів добровільно пропонують свої транспортні засоби або самі возять людей у різні місця призначення. Деякі білі домогосподарки також возили на роботу своїх чорних домашніх прислуг. Коли місто натиснуло на місцеві страхові компанії, щоб вони припинили страхування автомобілів, які використовуються для спільного використання автомобілів, лідери бойкоту організували поліси в лондонському Ллойді.
На підтримку бойкоту чорні таксисти стягували десять центів за поїздку, що дорівнювювало вартості проїзду в автобусі. Коли звістка про це дійшла до міської влади 8 грудня, вийшов наказ штрафувати будь-якого таксиста, який бере з пасажира менше 45 центів. Окрім використання приватних автотранспортних засобів, деякі люди використовували немоторизовані засоби пересування, такі як їзда на велосипеді, піші прогулянки або навіть їзда верхи на мулах або їзда на кінних колясках. Дехто також їздив автостопом. У години пік на тротуарах часто було людно. Оскільки автобусами користувалося мало пасажирів (якщо вони взагалі були), їхні чиновники звернулися до міської комісії з проханням припинити обслуговування темношкірих громад. По всій країні чорношкірі церкви збирали гроші на підтримку бойкоту та збирали нове та трохи вживане взуття, щоб замінити пошарпане взуття чорношкірих жителів Монтгомері, багато з яких ходили всюди пішки, а не їздили автобусами та підкорялися законам Джима Кроу. 
У відповідь білі поповнили ряди Ради білих громадян, кількість членів якої подвоїлася під час бойкоту. Ради іноді вдавалися до насильства: будинки Кінга та Абернаті були піддані запальним бомбам, як і чотири чорні баптистські церкви. Бойкотувальники часто піддавалися фізичним нападам. Після нападу на будинок Кінга він виголосив промову перед 300 розлюченими афроамериканцями, які зібралися на вулиці. Він сказав:
Якщо у вас є зброя, візьміть її додому; якщо у вас їх немає, будь ласка, не намагайтесь їх отримати. Ми не можемо вирішити цю проблему насильством у відповідь. Ми повинні протистояти насильству ненасильством. Пам’ятайте слова Ісуса: «Хто від меча живе, від меча і загине». Ми повинні любити наших білих братів, хоч би що вони з нами робили. Ми повинні дати їм зрозуміти, що ми їх любимо. Ісус досі волає словами, які лунають крізь століття: «Любіть своїх ворогів; благословляйте тих, хто проклинає вас; моліться за тих, хто вас зневажає». Це те, чим ми повинні жити. Ми повинні зустріти ненависть любов'ю. Пам’ятайте, якщо мене зупинять, цей рух не припиниться, тому що з цим рухом Бог. Ідіть додому з цією сяючою вірою та сяючою впевненістю.
Кінга, 88 інших лідерів бойкоту та водіїв автопарків було звинувачено у змові з метою втручання в бізнес згідно з постановою 1921 року. Замість того, щоб чекати на арешт, вони здалися в знак непокори.
Кінга зобов'язали заплатити 500 доларів штрафу або відсидіти 386 днів у в'язниці. У підсумку він провів два тижні у в'язниці. Цей крок мав зворотний ефект, привернувши увагу країни до протесту. Кінг прокоментував арешт словами: «Я пишався своїм злочином. Це було злочином приєднатися до мого народу в ненасильницькому протесті проти несправедливості»
Також важливими під час автобусного бойкоту були масові групи активістів, які допомогли каталізувати як збір коштів, так і моральний дух. Такі групи, як Club from Nowhere, допомогли підтримувати бойкот, знайшовши нові способи збору грошей і пропонуючи підтримку учасникам бойкоту. Багато членів цих організацій були жінками, і їхній внесок у зусилля дехто назвав важливим для успіху автобусного бойкоту.

### Перемога

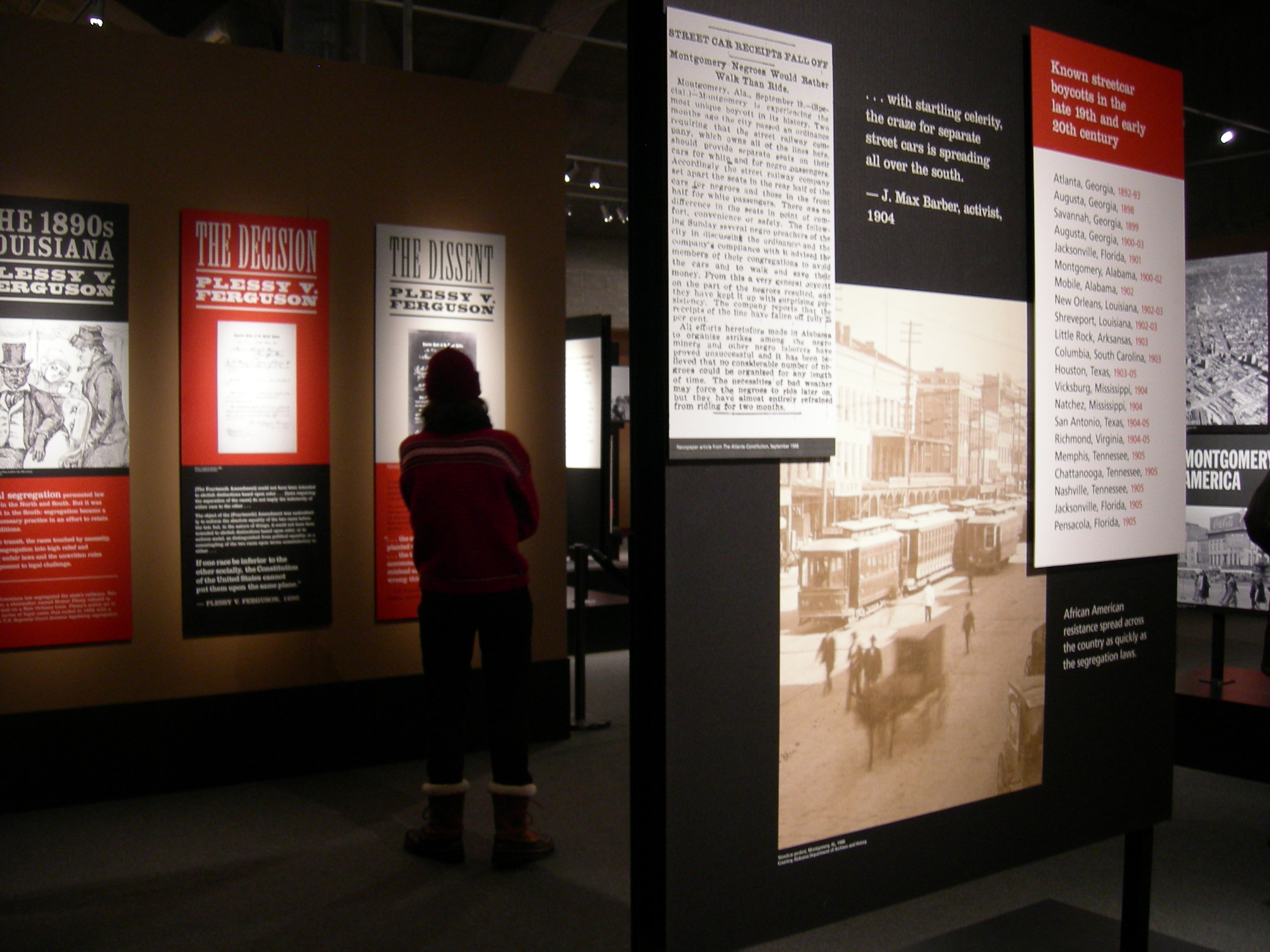
Пересувна виставка Смітсонівського інституту «381 день: Бойкот автобусів у Монтгомері» в Історичному музеї штату Вашингтон

Тиск посилився по всій країні. Відповідний цивільний позов розглядався у федеральному окружному суді, і 5 червня 1956 року суд виніс рішення у справі Бровдер проти Гейл (1956). У підсумку заявивши, що вважає закони Алабами про расову сегрегацію в автобусах неконституційними. Оскільки держава оскаржила це рішення, бойкот продовжився. Справу передали до Верховного суду США. 13 листопада 1956 року Верховний суд залишив рішення районного суду в силі.
Бойкот автобусів офіційно припинився 20 грудня 1956 року, після 382 днів. Бойкот автобусів у Монтгомері прозвучав далеко за межі десегрегації громадських автобусів. Це стимулювало активність і участь жителів Півдня в національному русі за громадянські права та привернуло увагу країни до Кінга як до зростаючого лідера.

## Наслідки
Реакція білих проти судової перемоги була швидкою, жорстокою та, в короткостроковій перспективі, ефективною. Через два дні після рішення про десегрегації місць хтось вистрілив з рушниці у вхідні двері будинку Мартіна Лютера Кінга. Через день, напередодні Різдва, білі чоловіки напали на чорношкіру дівчину підлітка, коли вона виходила з автобуса. Через чотири дні після цього два автобуси були обстріляні снайперами. В одному снайперському інциденті вагітній жінці прострелили обидві ноги. 10 січня 1957 року бомби знищили п'ять темношкірих церков і дім преподобного Роберта С. Греца, одного з небагатьох білих жителів Монтгомері, які публічно виступили на боці MIA.
Міська влада призупинила автобусне сполучення на кілька тижнів через насильство. За словами історика права Рендалла Кеннеді, «коли насильство вщухло і службу було відновлено, багато чорношкірих жителів Монтгомері користувалися своїм нещодавно визнаним правом лише абстрактно… Практично в будь-якій іншій обстановці Монтгомері залишався надзвичайно сегрегованим…» 23 січня група членів клану (які згодом були звинувачені у вибухах) лінчувала темношкірого чоловіка Віллі Едвардса під приводом того, що він зустрічався з білою жінкою.
Еліта міста посилила сегрегацію в інших районах, і в березні 1957 року прийняла постанову, яка «забороняла білим і кольоровим грати разом або в компанії один з одним у будь-яку гру: в карти, кості, доміно, шашки, пул, більярд, софтбол, баскетбол, бейсбол, футбол, гольф, трек, а також у плавальних басейнах, на пляжах, озерах чи ставках або в будь-якій іншій грі чи іграх чи спортивних змаганнях у приміщенні чи на відкритому повітрі».
Пізніше того ж року поліція Монтгомері висунула звинувачення семи членам клану у вибухах, але всіх обвинувачених було виправдано. Приблизно в той же час Верховний суд Алабами відхилив апеляцію Мартіна Лютера Кінга на його засудження за «незаконний бойкот». Роза Паркс покинула Монтгомері через погрози вбивством і внесення в чорний список роботодавців. За словами Чарльза Сільбермана, «до 1963 року більшість негрів у Монтгомері повернулися до старого звичаю їздити в задній частині автобуса».
Національний меморіал за мир і справедливість містить, серед іншого, скульптуру Дани Кінг, присвячену жінкам, які підтримали автобусний бойкот у Монтгомері, яка допомагає проілюструвати період громадянських прав. Меморіал відкрито в центрі Монтгомері, штат Алабама, 26 квітня 2018 року.

## Учасники

### Люди
- Ральф Абернаті[en]
- Г'юґо Блек
- Джеймс Ф. Блейк[en]
- Аурелія Браудер[en]
- Мері Фейр Беркс[en]
- Джонні Карр[en]
- Клодет Колвін[en]
- Кліффорд Дюрр[en]
- Мілдред Фарні[en][71]
- Мілдред Фарні[en]
- Джорджія Гілмор[en]
- Роберт Гретц[en]
- Фред Грей[en]
- Гровер С. Холл мл.
- Коретта Скотт Кінг
- Мартін Лютера Кінга мл.
- Теодора Лейсі[en]
- Едгар Ніксон[en]
- Роза Паркс
- Мати Поллард[en]
- Енн Робінсон[en]
- Баярд Растін[en]
- Нейт Сінглтон[en]
- Глен Е. Смайлі[en]
- Мері Луїза Сміт[en]

### Організації
- Комітет ненасильницької інтеграції
- Братство примирення[en]
- Джорджія Гілмор[en]
- Люди Монтгомері (англ. Men of Montgomery)[72][73]
- Асоціація вдосконалення Монтгомері[en]
- Національна асоціація сприяння прогресу кольорового населення
- Жіноча політична рада[en]

## Дивитися також
- Бойкот (фільм, 2001)[en]
- Бойкот автобусів у Брістолі, 1963 рік[en]
- Музей спадщини[en]
- Довга дорога додому[en] (фільм, 1990)
- Мартін Лютер Кінг та історія Монтгомері[en]
- Закон Рози Паркс[en]
- Музей Рози Паркс[en]